# 七奉行の会

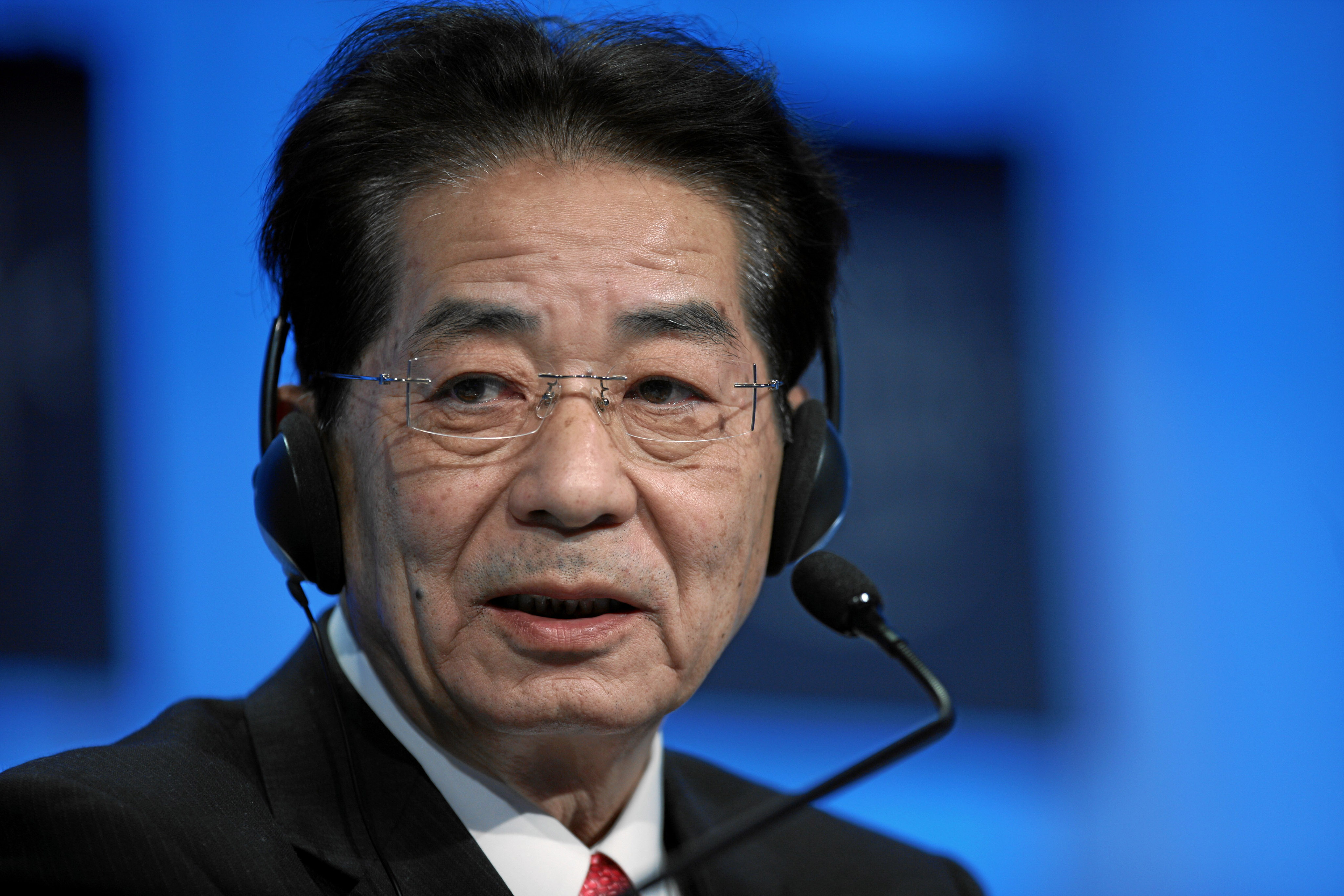
グループの筆頭格だった仙谷由人

七奉行の会（なな/しち ぶぎょうのかい）とは、1998年（平成10年）から2016年（平成28年）まで存在した日本の政党である民主党（現・立憲民主党、国民民主党など）の次世代を担う有力議員のグループの呼称。報道では、民主党七奉行（みんしゅとう なな/しち ぶぎょう ）と記されることもある。

## 概説
渡部恒三が衆議院副議長を務めていた2003年（平成15年）に、民主党の次代を担うニューリーダーとして挙げた7人の議員と結成。かつて自らが名を連ねた竹下派七奉行になぞらえて命名した。
世話役の渡部を初め、仙谷由人や前原誠司など民主党内でも小沢一郎に批判的とされる議員が多いため、メディアなどからは「反小沢連合」とされている。特に共通する政策を打ち出しているわけではないが、安全保障では日米同盟を重視する現実主義、経済面では新自由主義的な改革路線を標榜する者が多い。
内閣総理大臣となった野田や既に代表経験者である岡田、前原を含めそれぞれが潜在的な代表候補であるため、ライバル関係という側面があるものの、代表選などの党内政局では協調して行動することが多い。しかし、2010年（平成22年）6月鳩山由紀夫代表の辞任に伴う民主党代表選に小沢グループの支援を受けて出馬した樽床は、自らは七奉行から「卒業」したと述べるなど、今日で一線を画す存在とみなされている。第46回衆議院議員総選挙後においては落選した仙谷と樽床を除く代わりに安住を入れて6人衆とする場合もあるが、6人衆の中で唯一七奉行に加わっていなかった安住は第47回衆議院議員総選挙の直前に政界引退した仙谷の後任として事実上七奉行に加わることになる。民進党結党後の第48回衆議院議員総選挙では、希望の党合流組、立憲民主党結党組、無所属立候補組と3つに分裂したものの、希望の党の比例近畿ブロック単独1位で当選し5年ぶりの政界復帰を果たした樽床をはじめ、安住加入後の七奉行全員が当選を果たした（その後、樽床は2019年4月の大阪12区補欠選挙に立候補したが落選し、再び議席を失っている）。
民主党政権時代、メンバーはメリーゴーランド人事と揶揄されるほど要職を占め続けた。

## 所属議員

### 現職
|  | 岡田克也 (衆院12期)   | 岡田グループ・立憲民主党常任顧問・前立憲民主党幹事長・元民進党代表・元民主党代表・元民主党幹事長・元副総理・元外務大臣、三重3区                     |
|  | 枝野幸男 (衆院11期)   | 菅グループ・近藤グループ・立憲民主党最高顧問・元立憲民主党代表・元民進党幹事長・元民主党幹事長・元内閣官房長官・元経済産業大臣、埼玉5区             |
|  | 玄葉光一郎 (衆院11期) | 無派閥・元立憲民主党副代表・元外務大臣、福島2区 |
|  | 安住淳 (衆院10期)     | 無派閥・前立憲民主党国会対策委員長・元民主党代表代行・元財務大臣、宮城4区 ※結成時は七奉行に含まれておらず、後に七奉行の一人と目されるようになった。 |
|  | 野田佳彦 (衆院10期)   | 野田グループ・立憲民主党代表・前立憲民主党最高顧問・元民主党代表・元内閣総理大臣・元財務大臣、千葉14区                                              |
|  | 前原誠司 (衆院11期)   | 無派閥・日本維新の会共同代表・前教育無償化を実現する会代表・元国民民主党代表代行・元民進党代表・元民主党代表・元外務大臣・元国土交通大臣、京都2区   |

### 元職
|  | 仙谷由人 (故人) | 民進党・前原グループ、元民主党代表代行・元内閣官房長官、元衆議院議員（6期・徳島1区） |
|  | 樽床伸二        | 無所属・樽床グループ、元希望の党代表代行・元総務大臣、元衆議院議員（6期・比例近畿）  |

## 推移

### 鳩山由紀夫代表時代（第2次）
2009年(平成21年）の民主党代表選挙では岡田を擁立して鳩山由紀夫と戦ったものの、メンバーの多くがその後政権交代に伴って発足した鳩山内閣の閣僚に登用され、鳩山内閣を支えていくことで一致した。会合自体も政権交代後暫くは行われてこなかったが、小沢訪中団や天皇特例会見問題など、小沢の「暴走」が強まった12月に再開。陸山会の土地取引に絡む政治資金規正法違反事件によって小沢の元秘書石川知裕衆議院議員が逮捕された後は、渡部が公然と小沢批判を展開する以外に表立った声は上がらないものの、会合では小沢の幹事長辞任を求める声や、続投を認めた鳩山を批判する声も上がった。その後、小沢に対する世論の風当たりが強まったことから、前原や枝野らはポスト鳩山も視野に、徐々に小沢批判を滲ませた。

### 菅直人代表時代（第3次）
鳩山の退陣に伴って行われた民主党代表選挙では樽床が出馬したが、対立候補の菅直人の推薦人には仙谷を除く5人（岡田、前原、枝野、野田、玄葉）が名を連ね、仙谷も当初から菅陣営の一角として動いた。代表選に勝利して発足した菅内閣では、その樽床も含めた7人全てが主要閣僚、党幹部といった要職に名を連ねた。
その3ヶ月後の代表選でも、樽床を除く6人は菅を支持を表明。党員・サポーター票が決め手で菅が再選すると、参院選の敗北の責任を取る形が幹事長から幹事長代理に降格した枝野も含め、菅を支持した6人は内閣・執行部に留まった一方、樽床は国対委員長から外れた。しかし、内閣官房長官として「影の総理」と言われるほどの影響力を誇った仙谷は、尖閣諸島中国漁船衝突事件に対する対応を理由に問責決議受け、2度目の内閣改造を機に事実上更迭され、党の代表代行に転じることとなった（後任の内閣官房長官は枝野）。更に、その2ヶ月後、前原に在日韓国人からの違法献金問題が発覚。1年6ヶ月にも渡る閣僚生活から身をひく事となった。仙谷は、その直後に発生した東北地方太平洋沖地震を受け、仙谷は代表代行を兼務する形で内閣官房副長官として閣内に復帰する。
菅直人内閣の不信任決議を廻る政局では、当初、執行部として鎮圧に当たった岡田や仙谷らが、震災対応に一定の目処が付けば辞任すると表明しながら、一向に辞める気配のなかった菅に今度は退陣を迫り、引導を渡す形となった。結局、菅は退陣条件となる法案がすべて成立したとして、震災から5ヶ月後に退陣した。

### 野田佳彦代表時代
ポスト菅を決める2011年（平成23年）の代表選挙は民主党にとって初めてのトロイカいずれもが立候補しない代表選となった。いわゆる七奉行とされた議員の中では、樽床が立候補を模索していたが断念。野田と前原は立候補するが、野田陣営には菅・岡田などが支持に回り、前原陣営には盟友の仙谷・枝野が支持に回り、樽床グループは自主投票とされる。野田・前原は第1回投票でトロイカの一角である小沢一郎らが支持する海江田万里に敗れたが、3位の以下の陣営のほとんどが決選投票では2位の野田に投票し、野田は劇的な逆転勝利を果たした。樽床の投票と玄葉の1回目の投票は明らかではないが、ここでも「七奉行の会」の多くが反小沢で一致結束して行動することになった。こうして、3人目の代表にして七奉行初の内閣総理大臣が誕生した。
新政権下で、前原は党政調会長、樽床は党幹事長代行に就任。玄葉は外務大臣に横滑りした。仙谷は小沢グループの反発をさけるため、入閣は見送られたが、党代表代行から党政調会長代行に横滑りするかたちで政権内に残った。枝野は当初、無役として野田政権を支えてきたが、自身の発言が原因で辞任した鉢呂吉雄の後任として経済産業大臣に就任した。岡田は内閣官房長官か財務大臣への就任を要請されたが、菅政権時に幹事長として小沢グループらの批判を一身に集めたためにこれを固辞、代表経験者として党最高顧問となり、民主党行政改革調査会会長に就任したが、その後の改造内閣で副総理兼内閣府特命担当大臣（行政刷新、「新しい公共」、少子化対策、男女共同参画）として再入閣を果たし、七奉行全員が政権を担うことになる。
その1ヶ月後、復興庁の発足に伴う閣僚増員で岡田は一部のポスト（「新しい公共」、少子化対策、男女共同参画）を自分に近い中川正春に譲る。2012年6月26日に小沢は消費税の増税に反対し、7月2日に離党し（後に除籍処分となった）、11日に新党「国民の生活が第一」の結党に参画した。七奉行は事実上小沢を民主党から排除した形となり、会結成以来長きに渡る小沢との攻防に終止符を打った。
そして、2012年の民主党代表選で親小沢・反小沢の垣根を越え七奉行全員が野田を支持し、赤松広隆、原口一博、鹿野道彦の3人を破り三選を果たす。その後の内閣改造で岡田・枝野・玄葉は再任、樽床は総務大臣として初入閣（同時に七人の侍としての仲間である三井辨雄は厚生労働大臣として初入閣）、前原は国家戦略担当大臣として1年7ヶ月ぶりの入閣を果たし、7人中6人が閣僚となり、残った仙谷は現職の北澤俊美、直嶋正行、石井一の3人と樽床の前任者である川端達夫、野田の対立候補として代表戦に出馬した赤松と鹿野と共に党の副代表に就任した。
衆議院解散により、衆議院議員総選挙出馬の際、野田の方針に従えないという理由で鳩山が出馬を断念。政界引退し、民主党に残留するトロイカの一角は反小沢派の菅のみとなった。選挙の結果、民主党が壊滅的大敗するなか、岡田・野田・前原・玄葉・枝野は小選挙区で再選を果たしたが、仙谷と樽床は比例復活もできずに落選した。（しかし岡田・玄葉・枝野は自民党候補者に比例で復活当選を許している。）民主党が敗北したことを受け、野田は代表辞任を表明した。

### 海江田万里代表時代
第46回衆議院議員総選挙での民主党惨敗後に行われた2012年12月民主党代表選挙で海江田万里が選出されたことと第3次野田改造内閣において野田・前原・岡田・枝野・玄葉が閣僚であったことなどから発言力を大幅に失うことになった。またその後第23回参議院議員通常選挙において各地元の選挙区の応援を行うことになった。一部マスコミでは影響力の回復が目的であるとされた。しかし、野田の地元である千葉以外で民主党は惨敗した。さらに千葉に至っても自民党候補が二人当選している。また結党以来民主党が議席を守って来た岡田の地元である三重や前原の地元である京都や枝野の地元である埼玉でも議席を失った。また元議員である樽床と仙谷の地元である大阪と徳島でも議席を失った。
当時、政界を引退・落選した渡部、仙谷、樽床を除き、代わりに安住を加えた6人が民主6人衆もしくは単に6人衆と呼ばれている。海江田に対し批判的な立場をとっている。しかし同年9月に行われた党役員人事にて枝野が幹事長・岡田が党代表代行に就任するなど海江田の方から急接近する動きも見せる一方、前原は第46回衆議院選挙で当選した七人の侍の細野豪志らと同調して日本維新の会の合流を模索するなど、自主再建派の岡田と枝野、野党再編派の前原との間で大きな溝を作ることとなる。そして、岡田が新進党まで共に行動した小沢と会談し、生活の党（後の生活の党と山本太郎となかまたち）の所属議員及び党員の一部を復党させることで同意した。その後の衆議院解散に伴う第47回衆議院議員総選挙で仙谷は政界引退、樽床は6人衆と共に出馬する意向を固めたため、安住は事実上仙谷の後任という形で七奉行に加わることとなる。選挙の結果、6人衆と目される七奉行の6人は小選挙区で再選を果たしたが（安住と枝野は自民党の候補者に比例復活を許している。）、樽床はまたしても比例復活を果たせず落選。岡田と枝野を党役員に加えてくれた海江田も惜敗率の関係であと一歩のところで当選を逃してしまい代表を辞任する意向を固める。当面は代表代行の岡田が落選した海江田の代理として暫定代表に就任する。

### 岡田克也代表時代（第2次）
海江田の後任を決める民主党代表選では岡田が海江田の意思を継ぎ出馬。安住・野田が推薦人に名を連ね、玄葉・枝野は岡田を支持する中、野党再建派の前原は対抗馬である細野を支援すると表明。野党再編に関しては岡田と同じ考えを持つリベラル系の長妻昭と3つ巴となる。投票の結果、野党再編派の細野が僅差で1位だったが、過半数に達していなかったため決選投票となり、1位の細野と僅差で差を縮めた岡田が細野を抜き勝利。9年ぶりに代表に返り咲いた。
その後の党役員人事で枝野は続投。玄葉が選挙対策委員長、安住は国対委員長代理に就任。代表選で戦った長妻と細野を党役員（長妻は代表代行、細野は政調会長）に加えた。